# Роз'їзд 37 (Мартуцький район)
Роз'їзд 37 (каз. рзд.37) — колишнє станційне селище у складі Мартуцького району Актюбінської області Казахстану. Входить до складу Сарижарського сільського округу.
У радянські часи селище називалось Комис-Сай. Ліквідовано 2012 року.
Населення — 36 осіб (2009, 34 у 1999, 15 у 1989).